# Hospice de l'Évêché
Pour les articles homonymes, voir Évêché (homonymie).
L'Hospice de l'Évêché est un ancien bâtiment de l'archidiocèse de Paris aujourd'hui disparu.
C'était un long bâtiment en forme de « L », qui occupait la place de l'actuel square Jean-XXIII, le long de Notre-Dame, et courait sur le pont-au-change rejoignant la rive gauche.
Transformé en hôpital-prison sous la Terreur, il fut le théâtre de scènes pathétiques. 
On y envoyait notamment les condamnées du palais de justice tout proche qui se disaient enceintes. 
Deux médecins et une sage-femme les examinaient. Si la grossesse n'était pas confirmée, soit qu'elle fût inventée, soit qu'elle fût trop précoce pour être détectée avec certitude selon les moyens de l'époque, la condamnée était exécutée dès le lendemain. 
Pas une seule fois les médecins n'accordèrent le bénéfice du doute, trop soucieux eux-mêmes d'échapper au moindre reproche, de même qu'à une possible et expéditive exécution. 
Tel fut le cas de la célèbre Olympe de Gouges, ou de la marquise de Charry, qui mit à profit son incarcération pour s'offrir en vain au premier venu.
En revanche, la comtesse de Sérilly, condamnée en même temps que la sœur du roi Élisabeth de France (1764-1794) mais se refusant à faire savoir un possible début de grossesse pour ne pas quitter ses proches condamnés avec elle, se vit "dénoncer" par la princesse ce qui lui sauva la vie. Elle retrouva à l'évêché sa cousine Victoire de La Luzerne, devenue folle et qui s'y laissa mourir. Après la chute de Robespierre, elle témoigna au procès de Fouquier-Tinville, son acte de décès à la main.
L'évêché fut détruit au cours du siècle suivant, si bien que des nombreuses prisons de cette époque, il ne reste que la Conciergerie.